# Ploranera turdina amazònica
La ploranera turdina amazònica (Schiffornis turdina) és un ocell de la família dels titírids (Tityridae). Es troba a la conca amazònica (Colòmbia, Veneçuela, Equador, Perú, Bolívia i Brasil) i al litoral atlàntic brasiler. El seu hàbitat són els boscos tropicals i subtropicals de frondoses humits de les terres baixes i de l'estatge montà. El seu estat de conservació es considera de risc mínim.